# Irene Stefani
Irene Stefani (22 de agosto de 1891 - 31 de outubro de 1930), nascida Aurelia Mercede Stefani, foi uma religiosa católica romana italiana das Irmãs Missionárias da Consolata. Ela tomou o nome religioso de Irene à sua investidura e foi enviada para a missão no Quênia .
Ela foi autorizada para beatificação em 2014, após a ratificação de um milagre atribuído à sua intercessão, que ocorreu em 23 de maio de 2015 em Nieri pelo cardeal Dom Polycarp Pengo em nome do Papa Francisco.

## Biografia
Stefani nasceu em 1891, na pequena vila de Anfo, numa família de doze irmãos, e foi batizada com o nome de "Aurelia Jacoba Mercede" no dia 23 de agosto seguinte. Sua mãe morreu em 12 de maio de 1907, o que deixou Stefani na delicada posição de cuidar de seus irmãos e auxiliar seu pai, especialmente na formação cristã de suas irmãs mais novas, Marietta e Antonietta, e de seu irmão Ugo, que morreu pouco depois. Ela recebeu o Crisma em 6 de novembro de 1898 e, mais tarde, recebeu sua Primeira Comunhão alguns anos depois.
Stefani se juntou às Irmãs Missionárias da Consolata em junho de 1911 e se tornou membro professo daquela ordem em 29 de janeiro de 1914, antes do início da Primeira Guerra Mundial. Ao entrar na ordem, ela adotou o nome de "Irene". No mesmo ano, foi enviada por José Allamano para o Quênia, partindo em 28 de dezembro de 1914, onde chegou em janeiro de 1915 em Mombasa.
Stefani serviu como enfermeira no Quênia e se tornou conhecida e respeitada entre as pessoas que serviu. Isso lhe rendeu o apelido de "Nyaatha" (Nyina wa tha), que é um nome traduzido literalmente como "mãe de misericórdia". Com o início da Primeira Guerra Mundial, ela passou a servir em hospitais para cuidar de soldados feridos e de outros feridos no conflito. Em 20 de agosto de 1916, ela foi nomeada membro da Cruz Vermelha para auxiliar os carregadores que eram forçados a marchar exaustivamente em terreno africano. Durante esse tempo, trabalhou em hospitais militares em lugares como Lindi e Dar es Salaam, na Tanzânia.

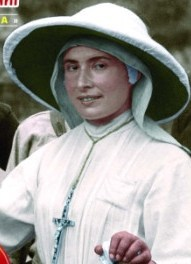
Bem-Aventurada Irene Stefani por volta de 1920

Ao fim da guerra em 1918, Stefani retornou para Nyeri, onde atuou pela primeira vez como formadora assistente das primeiras aspirantes da incipiente congregação local conhecida como Irmãs de Maria Imaculada. Dois anos depois, ela foi designada para a missão de Nossa Senhora da Divina Providência em Gikondi, permanecendo lá até sua morte. Ali lecionou em escolas e instruiu os paroquianos no catecismo enquanto visitava as aldeias. Em Gikhondi, ela foi superiora das Irmãs Missionárias da Consolata por oito anos.
Em 1930, Stefani contraiu uma doença de um dos pacientes que estava tratando e ficou fisicamente fraca no verão, perdendo uma quantidade considerável de massa, atribuindo isso à vontade de Deus. Em 20 de outubro, ela se sentiu doente, mas optou por visitar uma pessoa atingida pela peste, permanecendo ao seu lado por várias horas. Ela sucumbiu onze dias depois, em 31 de outubro de 1930.

## Beatificação
A causa de beatificação começou em 22 de julho de 1985, sob o Papa João Paulo II, e Stefani foi declarada Serva de Deus ; isso serviu como o início formal da causa à qual se acumularam documentos e testemunhos para fundamento.
Em 2 de abril de 2011, o Papa Bento XVI declarou que ela viveu uma vida de virtude heróica e a declarou Venerável.
Em 12 de junho de 2014, o Papa Francisco aprovou um decreto que reconheceu um milagre atribuído à intercessão de Stefani, o que abriu caminho para sua beatificação, celebrada pelo cardeal Polycarp Pengo em 23 de maio de 2015 em Nieri. 